# Enrique Zúñiga
Enrique Alejandro Zúñiga Castro (Guadalajara, 7 luglio 1976) è un ex cestista e allenatore di pallacanestro messicano.

## Carriera
Con il Messico ha disputato quattro edizioni dei Campionati americani (2003, 2005, 2007, 2009).